# 十三試高速陸上偵察機
十三試高速陸上偵察機（じゅうさんしこうそくりくじょうていさつき）は、大日本帝国海軍が計画した偵察機。略符号は「C4A」。

## 概要
陸軍の九七式司令部偵察機に相当する高速陸上偵察機として、愛知時計電機航空機部（のちの愛知航空機）に向けて1938年（昭和13年）に試作が指示された。これを受け、愛知は尾崎紀男技師を主務者として社内名称「AM-20」を設計。1939年（昭和14年）3月にモックアップが完成したが、海軍が九七式司偵を原型とした九八式陸上偵察機を採用したことを受け、十三試高速陸偵の開発は中止された。また、開発中止は研究の結果、性能が不十分になることが判明したためともされる。
AM-20は速力を重視した、片持式の低翼を持つ単葉機であり、設計に際しては九九式艦上爆撃機の経験を生かすとともに、ドイツからの輸入機が研究対象となっていたHe 70も参考にされている。降着装置は固定脚。また、諸元や図面などが判る資料は現存していないとされる。